# Stanislav Polčák
Stanislav Polčák (ur. 21 lutego 1980 w Slavičínie) – czeski polityk, samorządowiec i prawnik, deputowany do Izby Poselskiej, poseł do Parlamentu Europejskiego VIII i IX kadencji.

## Życiorys
W 2003 ukończył studia prawnicze na Uniwersytecie Karola w Pradze, studiował na tej uczelni również teologię katolicką. Pracował jako prawnik w różnych podmiotach gospodarczych, prowadził własną działalność doradczą, zajął się również wykładaniem w szkołach wyższych prawa autorskiego. W latach 2002–2009 był radnym miasta Vysoké Pole, pełnił też funkcję zastępcy burmistrza. W latach 2004–2005 prowadził biuro poselskie eurodeputowanego Tomáša Zatloukala. Do 2008 należał do partii SNK Europejscy Demokraci, później zaangażował się w działalność ugrupowania Burmistrzowie i Niezależni (STAN). W wyborach w 2010 z listy TOP 09 uzyskał mandat deputowanego do Izby Poselskiej. W 2013 z powodzeniem ubiegał się o reelekcję.
W 2014 z listy koalicji TOP 09 i STAN został wybrany na eurodeputowanego VIII kadencji. W 2019 z powodzeniem ubiegał się o reelekcję. W 2022 zawiesił swoje członkostwo w STAN, gdy ujawniono jego kontakty z zamieszanym w skandal korupcyjny przedsiębiorcą. Odnowił je w następnym roku, wskazując w oświadczeniu, że w sprawie nie przedstawiono mu żadnych zarzutów.